# Кальміуський район (Маріуполь)
Кальміу́ський райо́н (до 2016 — Іллічі́вський)  — район на півночі Маріуполя, найбільший за площею та за рівнем розвитку промисловості район.

## Історія
Кальміуський район виник наприкінці 1929 року завдяки зусиллям щойно створеного Відділу капітального будівництва (ВКБ). За проектами ВКБ із заводом імені Ілліча поєднали поселення (колонії, як їх тоді іменували) колишніх маріупольських заводів «Нікополь» і «Російський провіданс», що і утворили Кальміуський район радянського на той час міста.
Саме включення колоній до району і обумовило наявність у ньому історичної забудови кінця 19-початку 20 ст., тобто капіталістичного періоду. Подібну забудову доби сецесії в Маріуполі має лише Центральний район.
У районі до 1917 року були —
- перший в Маріуполі «Народний будинок» для дозвілля пролетаріату (відкритий 1905 року)[1],
- Варгановські казарми для робітників,
- церква Петра і Павла при заводі «Нікополь» (висвячена 1901 року)[1],
- особняк директора заводу,
- церква біля ринку,
- лютеранська церква,
- амбулаторія (відкрита 1897 року)
- лікарня,
- сквер,
- приватний кінотеатр
- церковна школа,
- Освітня школа при заводі «Нікополь», Маріуполь (1912—1914 рр., арх. Нільсен Віктор Олександрович, нині школа № 21[2])
- каплиця (нині семафорна будка),
- цвинтар зі склепами (нинішня вул. Заозерна (Маріуполь), склепи доби капіталізму знищені),
- Кінний двір[3]
- Катерининська залізниця (Маріуполь) тощо.

За часів СРСР всі церковні споруди і склепи доби капіталізму в районі знищені.
27 червня 1940 указом Президії Верховної Ради УРСР в місті Маріуполі створений (відновлений) Іллічівський район.
Вартісними пам'ятками архітектури Кальміуського району залишаються будинок Кальміуського відділення швидкої медичної допомоги (1913 рік, Прокатний провулок), Освітня школа при заводі «Нікополь», Маріуполь (арх. Нільсен Віктор Олександрович 1912-1914 рр.,), Варгановські казарми, сучасний Палац культури імені Карла Маркса (доба сецесії).
Виконання завдань першої п'ятирічки (1928—1933 рр.) вимагало від мешканців Маріуполя надзвичайно напруженої праці з перетворення міста в індустріальний центр. Широко використовувалась і рабська праця численних в'язнів сталінського режиму.
волонтерівський клуб (Маріуполь) на вул. Брестській — непоправна втрата вартісної архітектурної пам'ятки в стилі сталінського ампіру наприкінці 1990-х років. Споруда клубу була вибудована радянськими в'язнями. В старовинному поселенні волонтерівка, віддаленому від центру Маріуполя, клуб мимоволі став центром суспільного життя, де були власна бібліотека, кінозал, низка приміщень гуртків для дітей і юнацтва. волонтерівський клуб відвідували мешканці дальніх поселень — з Приморська, Сартани, що збільшувало можливості культурного дозвілля для юнацтва і молоді на околиці Маріуполя. Споруда клубу не була в комунальній власності міста і його безжально продали у приватну власність, скоротивши робочі місця. Ігнорування власних працівників і їх потреб, що стало законом в добу дикого капіталізму, призвело до повного занепаду двоповерхової будівлі. Розлючені байдужістю місцевої влади, мешканці поселення почали руйнувати покинуту споруду і розбирати її на будівельні матеріали. Небезпечні залишки споруди були остаточно поруйновані працівниками заводу ім. Ілліча, позаяк руїни могли обвалитися на людей.

## Загальні відомості
За часів СРСР у район увійшли такі поселення:
- «Азовкільце»
- Селище Апатова
- «Гугліне»
- «Мирний»
- «Волонтерівка»
- «Україна» І та II
- «Садки»
- «Річний»
- «Зірка»
- «Ворошилівське»

«Ворошилівське» належить до зниклих поселень району. Воно починало історію з довоєнних (до 1941 р.) часів і було розташоване на західній ділянці району. Його віддали під поселення стахановців, тодішніх ударників виробництва. Поселення мало шість вулиць, котрі не мали назв, а йшли за номерами — Перша, Друга, Третя, Четверта, П'ята, Шоста. П'яту вулицю ще називали Панькова. В поселенні розмістили робочі гуртожитки, центральну площу, лікарню, одноповерховий клуб, АТС, дитячий садок, школу семирічку № 23, магазини № 14 та № 33, базар, дитячий будинок і кладовище. Завод Ілліча первісно вибудував сто два (102) житлові будинки. Будинки будували за кошт заводу та методом толоки у вільні часи, а згодом віддали працівникам заводу під довгострокові кредити. Жінки поселення також працювали на сусідніх полях радгоспів «Зірка» та «ім. Ворошилова». Поселення було пов'язане із заводом залізницею від селища Старого Криму та робочім автобусом.
Після розбудови заводу імені Ілліча його селищна земельна ділянка віддана під нові цехи, а поселення з 1967 р. було поступово ліквідоване. Його заклади переведені у різні райони Маріуполя. Про колишнє поселення стахановців нагадують лише старий шлагбаум та ділянка шосе навпроти сучасного трамвайного депо № 3.
«Мирний», «Річний» та «Садки» — найбільш депресивні поселення Кальміуського району з поруйнованою інфраструктурою.
У районі розташовані Маріупольський металургійний комбінат імені Ілліча, концерн «Азовмаш». На території району — найбільший у місті стадіон імені Володимира Бойка, плавальний басейн «Нептун», парк екстремального відпочинку, Палац ігрових видів спорту, Маріуполь, три палаци культури, Міська лікарня №1 (Маріуполь), колишній колгоспний ринок.

## Адміністративний устрій
Райадміністрації підпорядковано 5 населених пунктів: смт Сартана — 10 410 ос., смт Старий Крим — 5902 ос., смт Талаківка — 3955 ос., с. Гнутове — 590 ос., с. Ломакине — 317 осіб.

## Населення
За даними перепису 2001 року населення району становило 102946 осіб, із них 6,03 % зазначили рідною мову українську, 93,60 % — російську, 0,07 % — вірменську, 0,06 % — грецьку, 0,04 % — білоруську, 0,03 % — циганську, 0,01 % — молдовську та єврейську, а також болгарську, німецьку та румунську мови.

## Транспорт
У районі розташовані станція Сартана, а також залізничні платформи Заводська Площадка, 1256 км, 1253 км, 1249 км.

## Головні вулиці Кальміуського району
- Нікопольський проспект
- Проспект Металургів
- Вулиця Карпинського
- Вулиця Макара Мазая
- Вулиця Заозерна
- Вулиця Маміна-Сибіряка
- Вулиця Ракетна (Маріуполь)

## Цікаві факти
Попри те, що Кальміуський район єдиний у Маріуполі, який не має виходу до моря, у ньому розташований суднобудівний завод «Плаз».

## Галерея вибраних фото

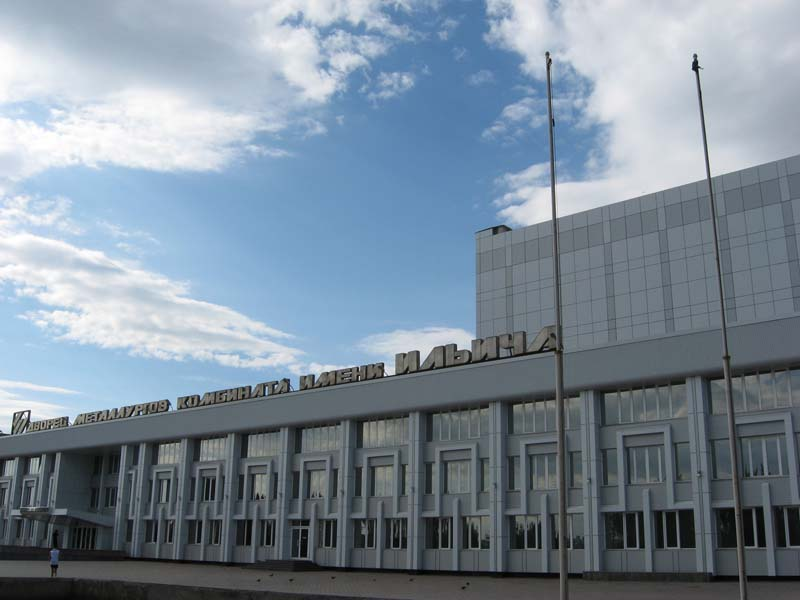
Палац металургів. Проспект Металургів (Маріуполь)

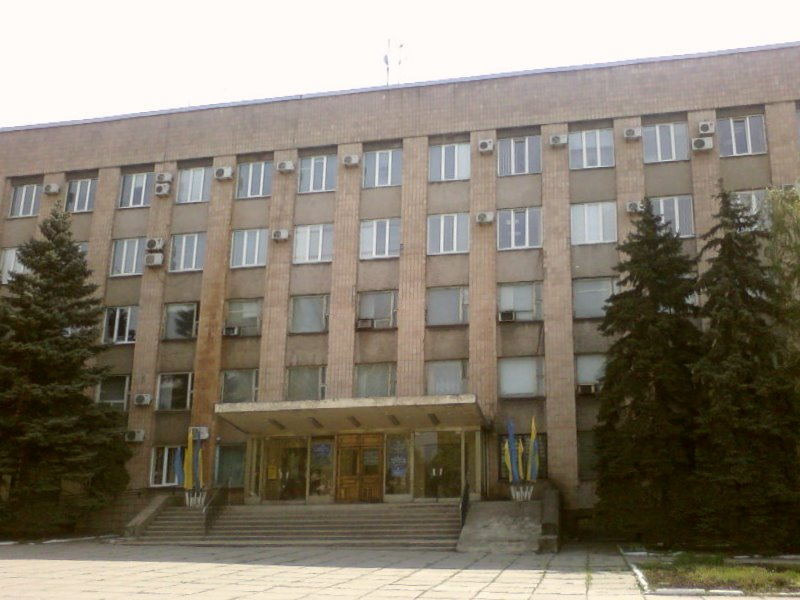
Будинок адміністрації Кальміуського району, проспект Металургів (Маріуполь)

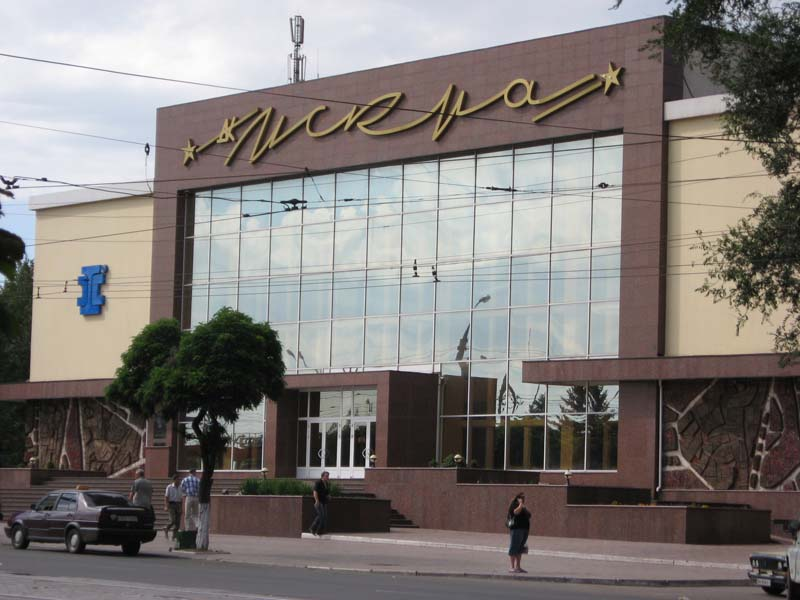
Палац культури «Іскра», Маріуполь. Нікопольський проспект

Школа радянської міліції у колишньому поселенні стахановців Ворошиловський (Маріуполь), споруда знищена, фото 1953 р.
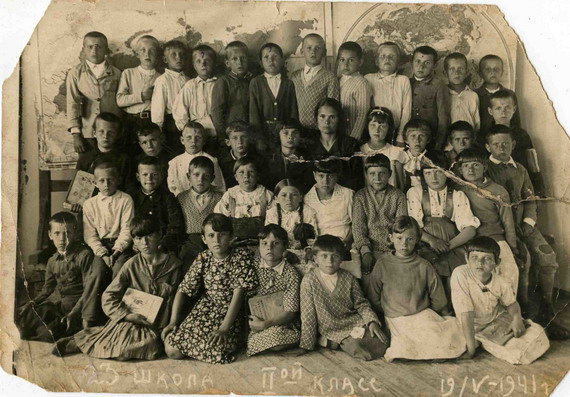
Школа №23 колишнього поселення стахановців Ворошиловський, 2-й клас, фото 19 травня 1941 р.
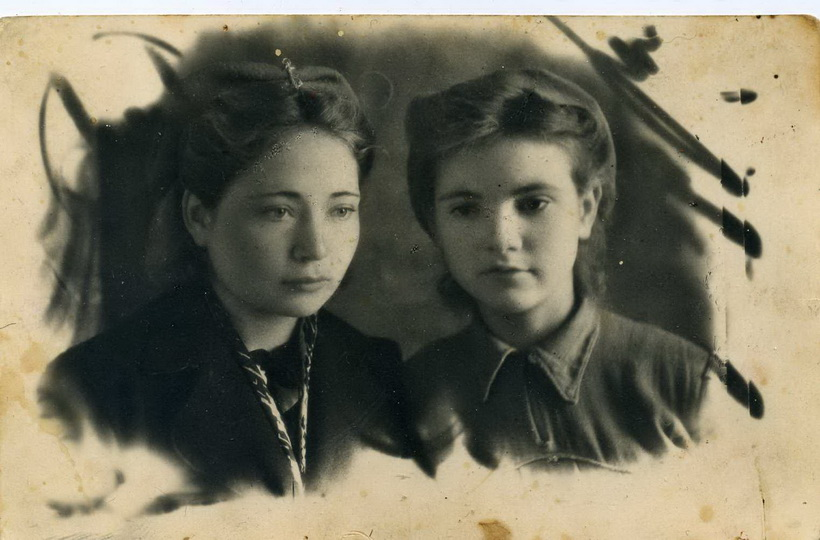
Мешканки Кальміуського району на 17-річчя (8 жовтня 1945 року)
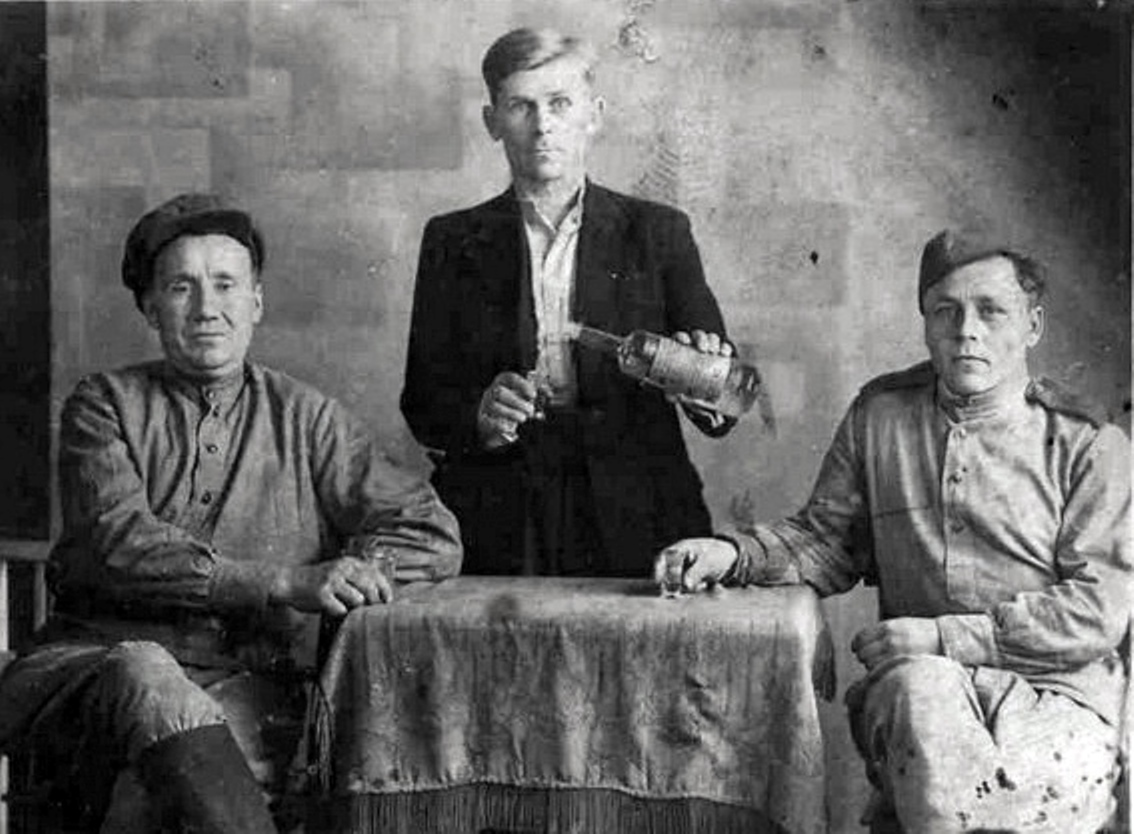
Вояки, що дійшли до Сілезії і живими повернулися після демобілізації 1947 р.
Зразок провінційного базарного фото за трафаретом, 1948 р.
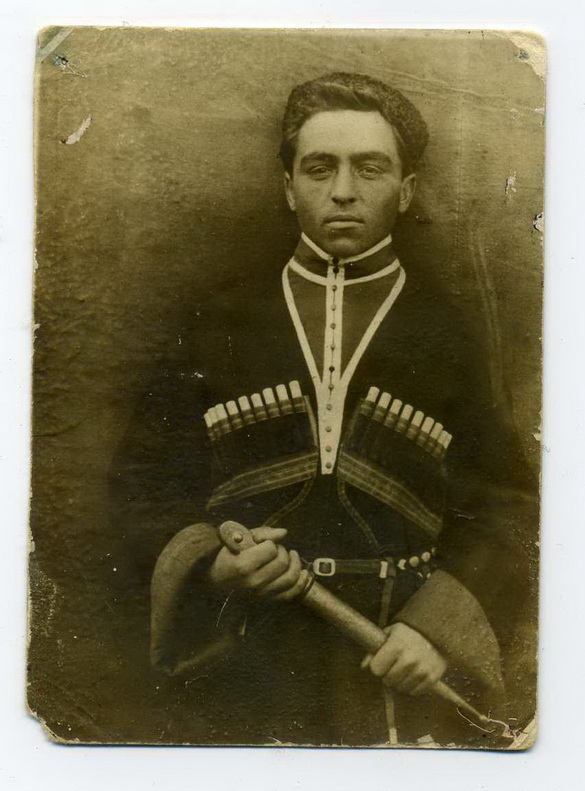
Маріупольські греки. Христофор Хаджинов, мешканець вул. Новотрубної, батько шістьох дітей. Фото 1948 р.
Працівники заводу імені Ілліча у вихідні дні, Маріуполь, 1954 р.
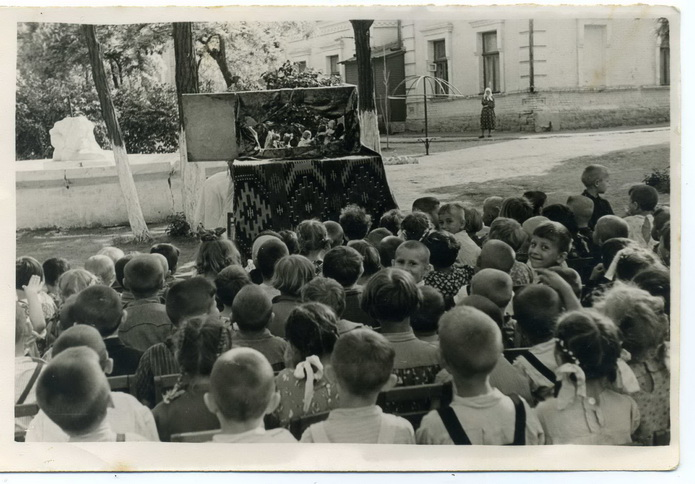
Ляльковий театр у дитячому садку, пров. Клубний, 1956 рік.
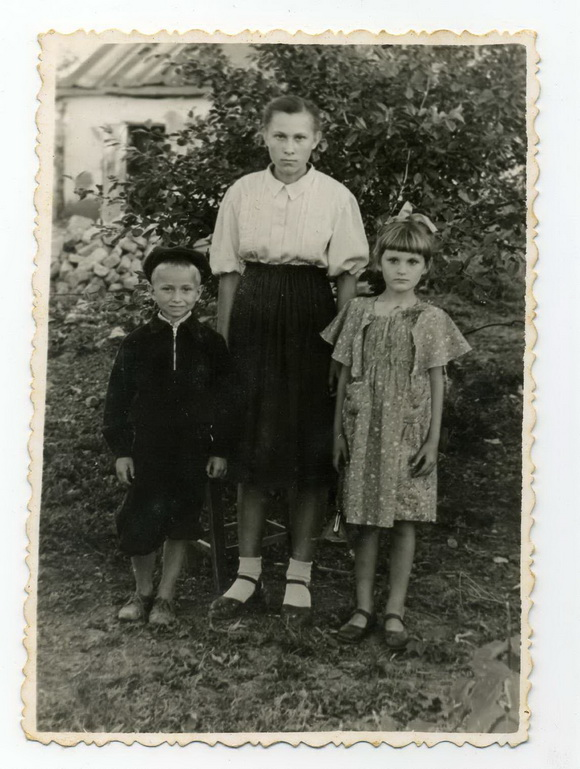
Два покоління (Вова, Тетяна і Люда). Кальміуський район, Маріуполь, 1956 р.
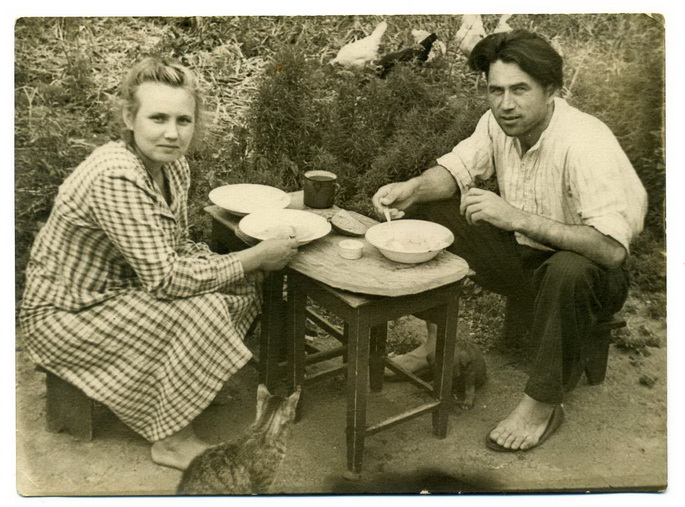
Влітку в обідню пору, 1956 р.
Працівники торгівлі, фото датоване 8 травня 1958 року.
Працівники торгівлі Тамара і Зоя магазина № 3, 1958 р.
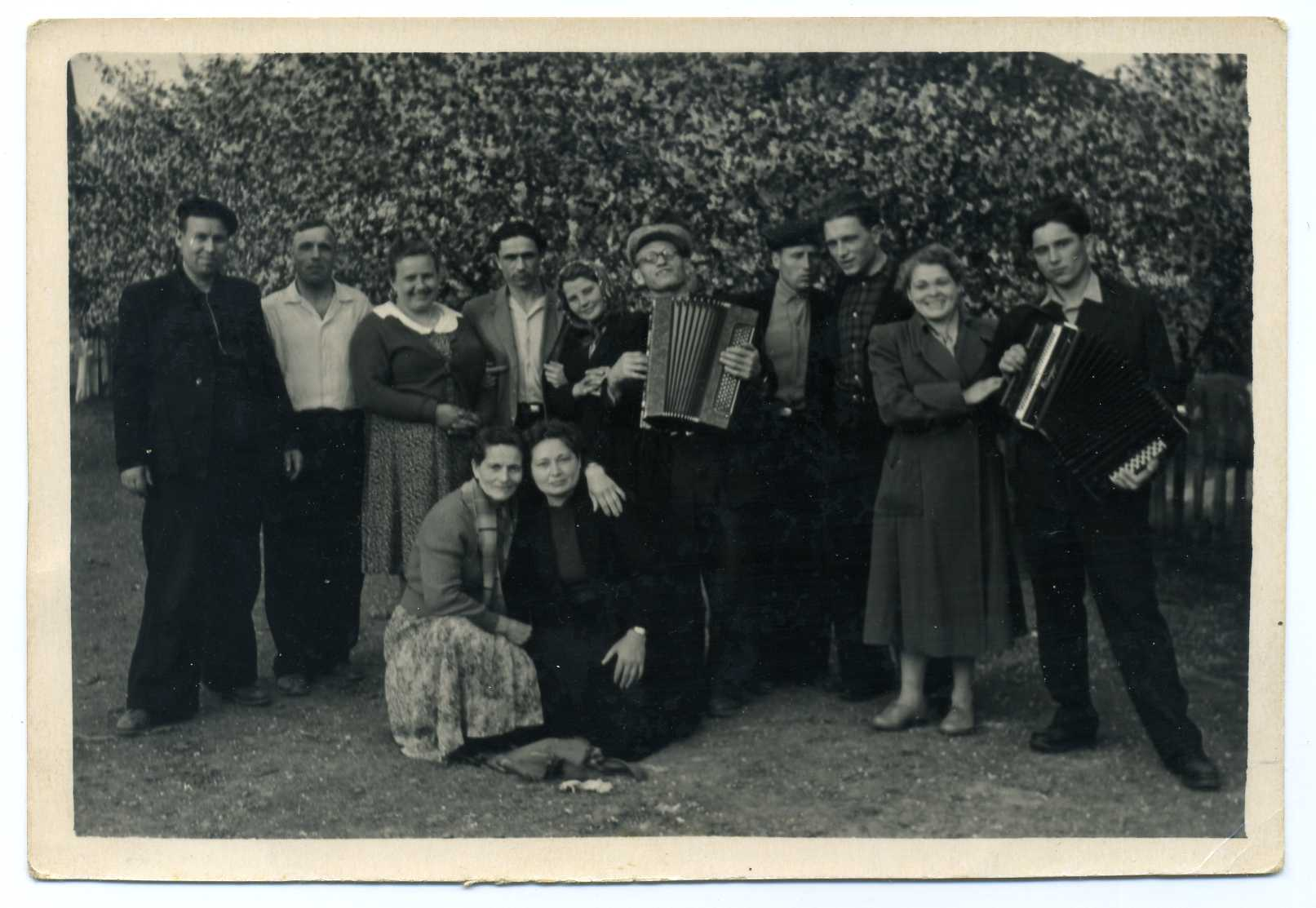
Бенкет в поселенні Гугліно з двома гармоністами, травень 1961 р.
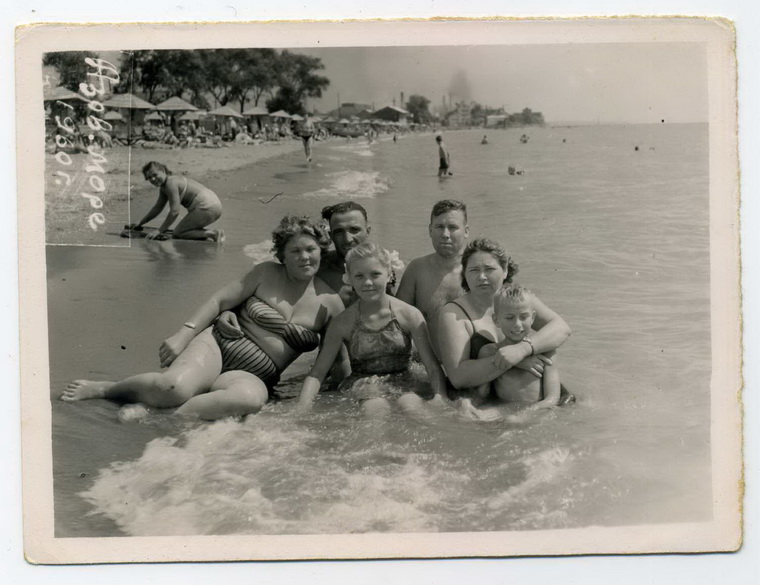
Влітку на Азовському морі, 1960 р.
Кальміуський район. Матері 1956 р.
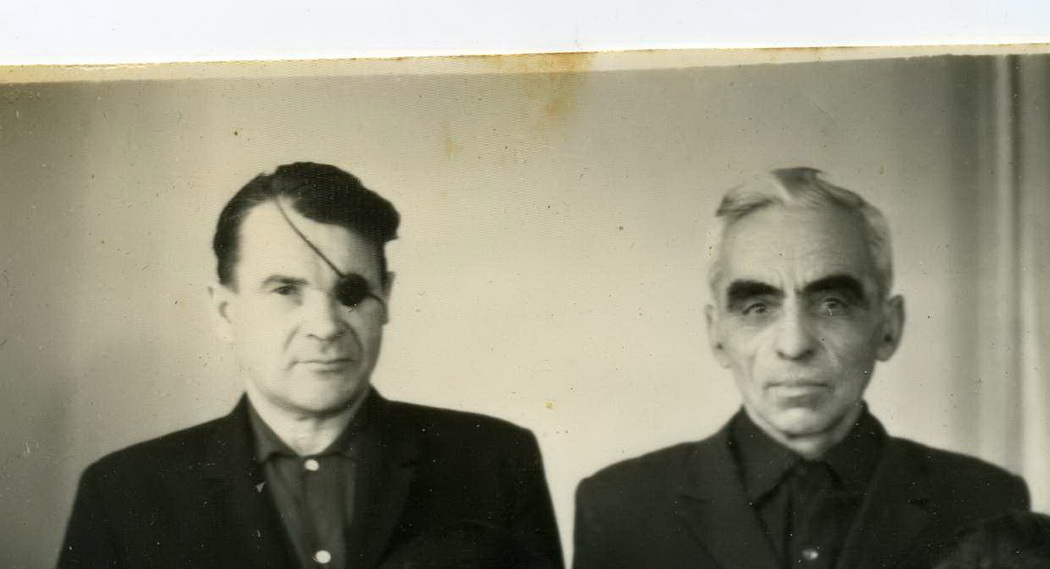
Батьки зі складними біографіями Кальміуський район, 1970 р.
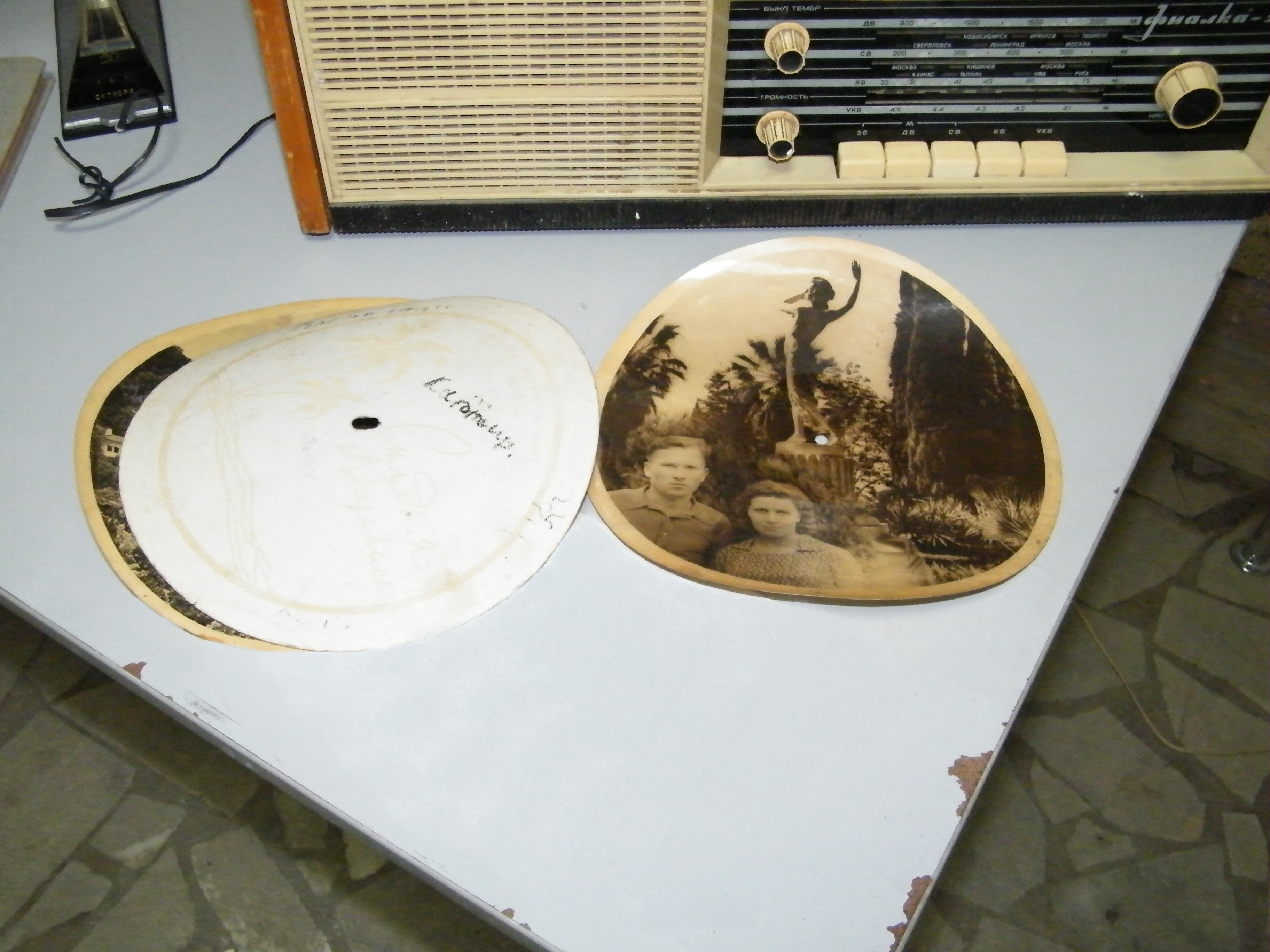
Створення гнучких грамплатівок з використанням фото замовників
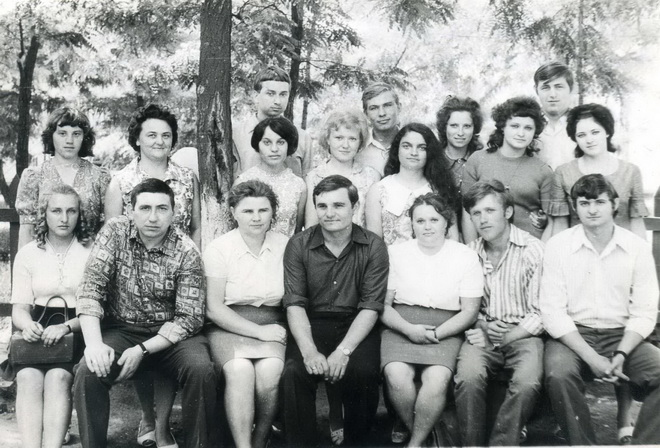
Учні вечірньої школи № 2, Кальміуський район, 1971 р.
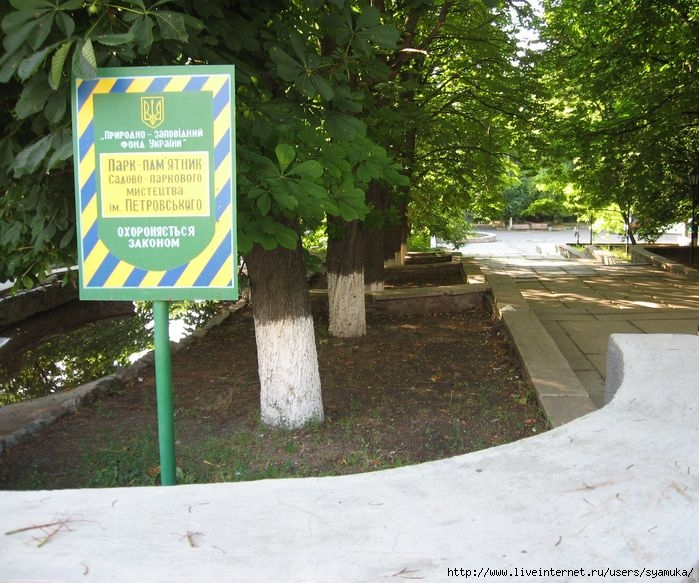
Колонада головного входу парку імені Петровського
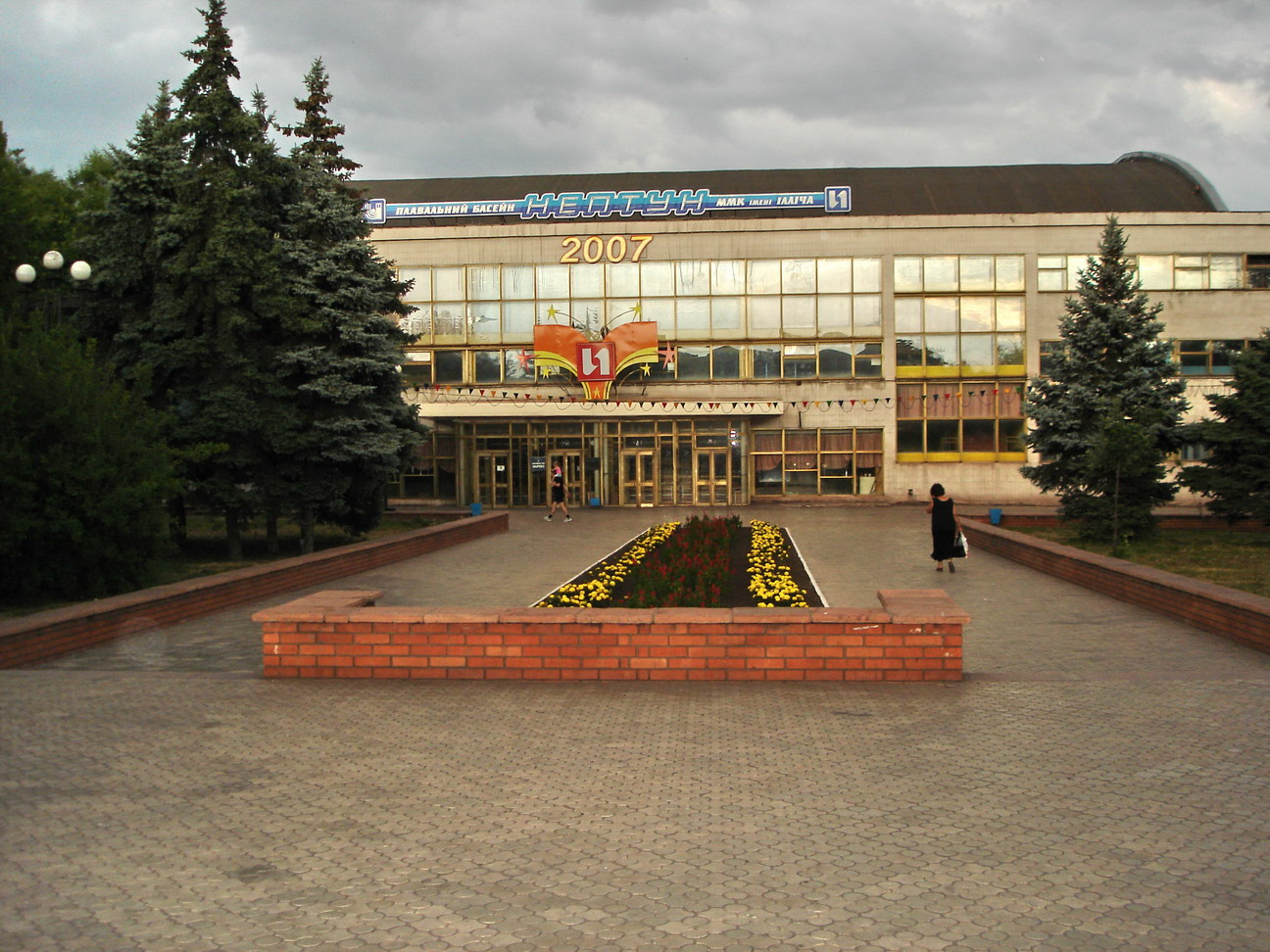
Плавбасейн «Нептун». Проспект Металургів (Маріуполь)
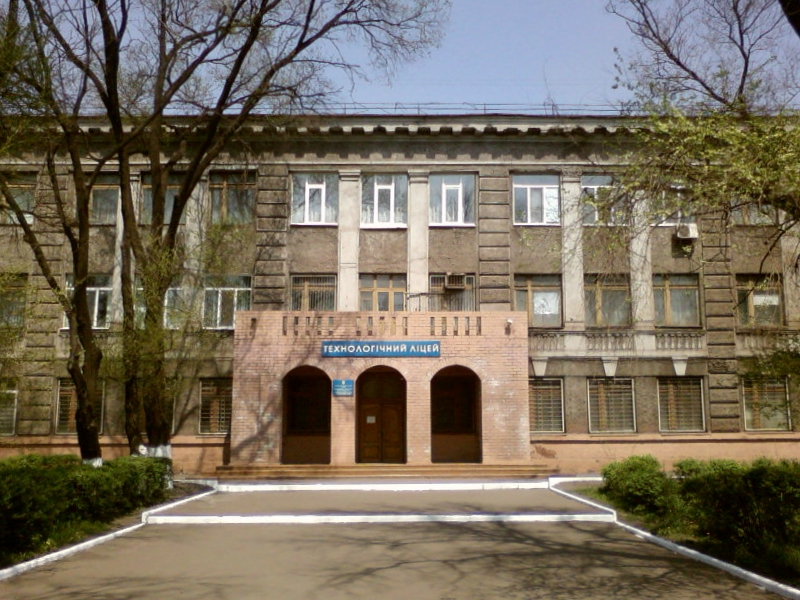
Маріуполь. Технологічний ліцей. Нікопольський проспект